# Lapovo
Lapovo (serbo Лапово) è una città e una municipalità del distretto di Šumadija al centro della Serbia centrale.